# Stoczek
Stoczek è un comune rurale polacco del distretto di Węgrów, nel voivodato della Masovia.
Ricopre una superficie di 144,31 km² e nel 2004 contava 5 362 abitanti.